# АМО-2
АМО-2 — советский грузовой автомобиль грузоподъёмностью 2,5 тонны, собиравшийся в основном из импортных комплектующих на заводе АМО с 1930 по 1931 год. Первый в СССР автомобиль с гидравлическим приводом тормозов, диафрагменным бензонасосом, батарейной системой зажигания и приводимым от коробки передач насосом для накачки шин.

## История создания
В 1927 году для реконструкции «Автомобильного Московского Общества (АМО)» были приглашены специалисты фирмы «Mercedes», но в декабре 1928 года было принято решение об отказе от немецкой модели в пользу американской модели производства. Без консультаций со специалистами АМО правительственная комиссия заключила контракт на привлечение американских инженеров и закупила в США на фирме Autocar Company сборочные комплекты грузовика модели Dispatch SA, продававшегося не только в США, но и в странах Южной Америки. Собиравшиеся из этих комплектов автомобили получили название АМО-2 и были практически полной копией американского Dispatch SA. В СССР производилось лишь самое незначительное количество деталей, главным образом крепёж.
В 1930 году было собрано 895 автомобилей АМО-2. В 1931 году - 820 машин. Таким образом, в общей сложности было изготовлено 1715 машин АМО-2.
С ноября 1931 года, после прекращения выпуска старой модели АМО-Ф-15 и крупной реконструкции всего завода, началось производство автомобиля полностью своими силами и из советских материалов. После этого автомобиль, отличающийся от оригинального АМО-2 кронштейнами фар, формой передних крыльев, электрооборудованием, задним мостом, получил название АМО-3.
Кроме того, заводская эмблема на облицовке радиатора у АМО-2 была вертикальной, а на АМО-3 — овальной.

## Стоимость
На 1934 год стоимость грузовика АМО-2, с шоферским инструментом и резиной на 7 колес — 6068 руб.